# Sistrurus
Sistrurus é um género de víboras-de-fossetas peçonhentas da família Viperidae. É um género endémico da América do Norte. O seu nome genérico é a forma latinizada do termo grego para "cascavel de cauda" (Σείστρουρος, seistrouros) e partilha a sua origem com o antigo instrumento musical egípcio, o sistro, um tipo de cascavel.[carece de fontes?] Atualmente são reconhecidas três espécies.

## Descrição
As espécies de Sistrurus distinguem-se das cobras-cascavel maiores do género Crotalus em vários aspetos. São de menor tamanho, mas também as suas escamas têm uma distribuição diferente: as espécies de Sistrurus têm nove grandes placas na cabeça (como Agkistrodon), enquanto que em Crotalus (e quase todos os outros viperídeos), a cabeça está geralmente coberta por uma grande número de escamas pequenas. As espécies de Sistrurus têm um cascavel relativamente menor que produz um som semelhante a um zumbido, mais agudo que aquele produzido por cascaveis maiores como Crotalus.

## Distribuição geográfica
As espécies de Sistrurus podem ser encontradas no Canadá, Oeste, Sul e Centro-Oeste dos Estados Unidos, e em populações isoladas no norte do México.

## Veneno
Embora as mordeduras das espécies de Sistrurus sejam consideradas menos perigosas para os humanos que as das espécies de Crotalus, sobretudo devido aos menores volumes produzidos, todas as mordeduras de cobras venenosas devem ser consideradas perigosas, pelo que sempre deve buscar-se tratamento médico o mais rápido possível.[carece de fontes?]

## Espécies
| Imagem | Espécie        | Autoridade         | Subesp. | Nome-comum           | Distribuição geográfica |
| ------ | -------------- | ------------------ | ------- | -------------------- | --- |
|        | S. catenatus   | (Rafinesque, 1818) | -       | massasauga-oriental  | Habita a Região dos Grandes Lagos, desde o sudeste de Ontário (Canadá) e oeste de Nova Iorque para oeste até Iowa. Ocorre em vários habitats desde pântanos a pradarias, normalmente a altitudes inferiores aos 1500 metros.                                                                               |
|        | S. miliarius T | (Linnaeus, 1766)   | 3       | cascavel-pigmeia     | Região Sudeste dos Estados Unidos desde o leste e sul da Carolina do Norte para sul ao longo da Flórida peninsular e para oeste até Oklahoma e Texas Oriental. Ocorre em bosques de pinheiros, florestas mistas, planícies de inundação, ao redor de pântanos e lagos.                                     |
|        | S. tergeminus  | (Say, 1823)        | 2       | massasauga-ocidental | Encontrada um pouco por toda a região das Grandes Planícies, estados do sudoeste dos Estados Unidos (de Kansas até Arizona) e em populações isoladas no México (Tamaulipas, sul de Nuevo León, centro-norte de Coahuila, e Samalayuca, Chihuahua). Habita pradarias, encostas rochosas e orlas de bosques. |

T) Espécie-tipo.